# Болгарка (Роздільнянський район)
Болга́рка (до 07.09.1946 Ново-Болгарка, у 1946—2024 — Первома́йське) — село в Україні, у Захарівській селищній громаді Роздільнянського району Одеської області. Населення становить 290 осіб.
До 2020 року входило до складу Мар'янівської сільської ради Захарівського району.

## Назва
7 вересня 1946 року село Ново-Болгарка було перейменоване на Первомайське.
19 вересня 2024 року Верховна Рада підтримала перейменування села Первомайське на Болгарка, повертаючи історичну назву села. 26 вересня 2024 року перейменування набуло чинності.

## Населення
Згідно з переписом 1989 року населення села становило 309 осіб, з яких 148 чоловіків та 161 жінка.
За переписом населення 2001 року в селі мешкало 275 осіб.

### Мова
Розподіл населення за рідною мовою за даними перепису 2001 року:
| Мова       | Відсоток |
| ---------- | -------- |
| українська | 83,79 %  |
| румунська  | 14,48 %  |
| російська  | 1,72 %   |